# Freja Lindström
Freja Tove Maria Lindström, född 17 januari 1985 i New York i New York, är en svensk barnskådespelare som bland annat spelat rollen som Rosalinda i TV-serien Pip-Larssons och Sofia i TV-serien Cleo.

## Filmografi
- 1997 – Min vän shejken i Stureby (TV-serie)
- 1998 – Skärgårdsdoktorn (TV-serie)
- 1998 – Pip-Larssons (TV-serie)
- 2002 – Cleo (TV-serie)
- 2005 – Jag bara undrar
- 2006 – Jag älskar dig
- 2013 – Tyskungen